# Suuremõisa (Muhu)
Suuremõisa – wieś w Estonii, w prowincji Sarema, w gminie Muhu.